# 広村 (兵庫県)
広村（ひろむら）は、かつて兵庫県にあった村。現在の姫路市広畑区の一部。本項では発足時の名称である高浜村（たかはまむら）についても述べる。

## 歴史
- 1889年（明治22年）4月1日 - 町村制施行により飾西郡広畑村、小坂村が合併して高浜村が発足。
- 1894年（明治27年）3月5日 - 高浜村が広村に改称。
- 1896年（明治29年）4月1日 - 郡の統合により飾磨郡に属する。
- 1941年（昭和16年）4月1日 - 飾磨郡八幡村と合併し広畑町を設置して消滅。

## 出身・ゆかりのある人物
- 田中武雄（酒醤油醸造業）[1]

貴族院多額納税者議員選挙の互選資格を有した。
- 吉田市之助 ‐ 三光汽船創業者